# Остштајнбек
Остштајнбек (њем. Oststeinbek) општина је у њемачкој савезној држави Шлезвиг-Холштајн. Једно је од 55 општинских средишта округа Штормарн. Према процјени из 2010. у општини је живјело 8.164 становника. Посједује регионалну шифру (AGS) 1062053.

## Географски и демографски подаци
Остштајнбек се налази у савезној држави Шлезвиг-Холштајн у округу Штормарн. Општина се налази на надморској висини од 25 метара. Површина општине износи 11,4 km². У самом мјесту је, према процјени из 2010. године, живјело 8.164 становника. Просјечна густина становништва износи 718 становника/km².

## Међународна сарадња
| Мјесто    | Држава               | Врста сарадње | Од    |
| --------- | -------------------- | ------------- | ----- |
| Кадингтон | Уједињено Краљевство | партнерство   | 1980. |
| Извор     |                      |               |       |